# Wallsend
Wallsend est une ville britannique située dans le Nord de l'Angleterre, près de Newcastle upon Tyne. Elle dépend de North Tyneside, district métropolitain du comté de Tyne and Wear. Elle tire son nom (Wall's end ; en français « Fin du mur ») du mur de fortification, le mur d'Hadrien, que fait construire l'empereur romain éponyme en 122 et dont elle se trouve à l'extrémité orientale.
La ville abrite depuis longtemps une importante activité de construction navale avec les chantiers Wigham Richardson (créés en 1860) qui fusionnèrent en 1903 avec les chantiers Swan Hunter pour donner les chantiers Swan Hunter et Wigham Richardson qui construisirent entre autres le RMS Mauretania et plusieurs des plus gros navires de la Royal Navy.
Le Turbinia, premier navire au monde à utiliser une turbine à vapeur créée par Charles Parsons est lancé en 1884 à Wallsend. Elle connaît également une activité minière avec des puits d'extraction de charbon de 1767 à 1925. Elle prend par la suite part aux premières expériences de traction à vapeur pour le transport du charbon, avec en 1815, la locomotive surnommée l'Éléphant à vapeur.

## Personnes liés à la ville
- Evgueni Zamiatine (1884-1937), romancier travailla aux chantiers navals en 1916 et 1917.
- Paul Kennedy (1945), historien.
- Sting (1951), chanteur.
- Andrea Riseborough (1981)
- Peter Higgs (1929-2024), physicien.
- Michael Carrick (1981-), footballeur